# Elimaea hebardi
Elimaea hebardi är en insektsart som beskrevs av Heinrich Hugo Karny 1927. Elimaea hebardi ingår i släktet Elimaea och familjen vårtbitare. Inga underarter finns listade i Catalogue of Life.